# Energija u svijetu
Energija je fizikalna veličina koja opisuje sposobnost nekoga tijela ili sustava da obavi neki mehanički rad; veličina koja karakterizira gibanje, mirovanje ili položaj tijela, tekućine, čestice ili sustava čestica, ukupna količinska mjera gibanja i međudjelovanja svih oblika tvari te veličina za opis čestica polja koje prenose prirodne sile i međudjelovanja čestica. U prirodnofilozofskom smislu, energija zajedno s tvari daje pojam materije. Energija se u prirodi, tehnici i industriji pojavljuje u različitim oblicima, koji se pretvaraju jedan u drugi po zakonu očuvanja energije: ona se ne može potrošiti ni stvoriti, već samo promijeniti svoj oblik.
Makroekonomski podaci određene države, kao i podaci o njenoj populaciji i veličini, imaju značajan utjecaj na njenu portošnju i proizvodnju energije, a i ostale energetske parametre. Gospodarski najznačajnije države svijeta prikazane su na slijedećoj tablici.
|    | 10 najznačajnijih svjetskih gospodarstava prema podacima iz 2022. godine | 10 najznačajnijih svjetskih gospodarstava prema podacima iz 2022. godine | 10 najznačajnijih svjetskih gospodarstava prema podacima iz 2022. godine | 10 najznačajnijih svjetskih gospodarstava prema podacima iz 2022. godine | 10 najznačajnijih svjetskih gospodarstava prema podacima iz 2022. godine | 10 najznačajnijih svjetskih gospodarstava prema podacima iz 2022. godine | 10 najznačajnijih svjetskih gospodarstava prema podacima iz 2022. godine |
| #  | Država                                                                   | BDP (nominalni, 2022)                                                    | BDP (skraćenica)                                                         | Rast BDP-a                                                               | Stanovništvo (2022)                                                      | BDP po stanovniku                                                        | Udio u svjetskom BDP-u                                                   |
| -- | ------------------------------------------------------------------------ | ------------------------------------------------------------------------ | ------------------------------------------------------------------------ | ------------------------------------------------------------------------ | ------------------------------------------------------------------------ | ------------------------------------------------------------------------ | ------------------------------------------------------------------------ |
| 1  | Sjedinjene Američke Države                                               | $25,462,700,000,000                                                      | $25,463 bilijuna                                                         | 2.06%                                                                    | 338,289,857                                                              | $75,269                                                                  | 25.32%                                                                   |
| 2  | Kina                                                                     | $17,963,200,000,000                                                      | $17,963 bilijuna                                                         | 2.99%                                                                    | 1,425,887,337                                                            | $12,598                                                                  | 17.86%                                                                   |
| 3  | Japan                                                                    | $4,231,140,000,000                                                       | $4,231 bilijuna                                                          | 1.03%                                                                    | 123,951,692                                                              | $34,135                                                                  | 4.21%                                                                    |
| 4  | Njemačka                                                                 | $4,072,190,000,000                                                       | $4,072 bilijuna                                                          | 1.79%                                                                    | 83,369,843                                                               | $48,845                                                                  | 4.05%                                                                    |
| 5  | Indija                                                                   | $3,385,090,000,000                                                       | $3,385 bilijuna                                                          | 7.00%                                                                    | 1,417,173,173                                                            | $2,389                                                                   | 3.37%                                                                    |
| 6  | Ujedinjeno Kraljevstvo                                                   | $3,070,670,000,000                                                       | $3,071 bilijuna                                                          | 4.10%                                                                    | 67,508,936                                                               | $45,485                                                                  | 3.05%                                                                    |
| 7  | Francuska                                                                | $2,782,910,000,000                                                       | $2,783 bilijuna                                                          | 2.56%                                                                    | 64,626,628                                                               | $43,061                                                                  | 2.77%                                                                    |
| 8  | Rusija                                                                   | $2,240,420,000,000                                                       | $2,240 bilijuna                                                          | -2.07%                                                                   | 144,713,314                                                              | $15,482                                                                  | 2.23%                                                                    |
| 9  | Kanada                                                                   | $2,139,840,000,000                                                       | $2,140 bilijuna                                                          | 3.40%                                                                    | 38,454,327                                                               | $55,646                                                                  | 2.13%                                                                    |
| 10 | Italija                                                                  | $2,010,430,000,000                                                       | $2,010 bilijuna                                                          | 3.67%                                                                    | 59,037,474                                                               | $34,053                                                                  | 2.00%                                                                    |

Država s najvećom površinom je Rusija, slijede Kanada, Kina i Sjedinjene Američke Države.
| 10 površinom najvećih svjetskih država | 10 površinom najvećih svjetskih država | 10 površinom najvećih svjetskih država | 10 površinom najvećih svjetskih država |
| Država                                 | Ukupna površina (Km²)                  | Kopnena površina (Km²)                 | % svjetske kopnene mase                |
| -------------------------------------- | -------------------------------------- | -------------------------------------- | -------------------------------------- |
| Rusija                                 | 17,098,242                             | 16,376,870                             | 11.0 %                                 |
| Kanada                                 | 9,984,670                              | 9,093,510                              | 6.1 %                                  |
| Kina                                   | 9,706,961                              | 9,388,211                              | 6.3 %                                  |
| Sjedinjene Američke Države             | 9,372,610                              | 9,147,420                              | 6.1 %                                  |
| Brazil                                 | 8,515,767                              | 8,358,140                              | 5.6 %                                  |
| Australija                             | 7,692,024                              | 7,682,300                              | 5.2 %                                  |
| Indija                                 | 3,287,590                              | 2,973,190                              | 2.0 %                                  |
| Argentina                              | 2,780,400                              | 2,736,690                              | 1.8 %                                  |
| Kazahstan                              | 2,724,900                              | 2,699,700                              | 1.8 %                                  |
| Alžir                                  | 2,381,741                              | 2,381,740                              | 1.6 %                                  |

Na slijedećoj su tablici prikazani podaci o 10 najmnogoljudnijih zemelja svijeta. Podaci kao postotak urbanog stanovništva imaju značaju ulogu u stvaranju energetske slike o određenoj državi ili području.
| #  | Država                     | Stanovništvo (2023) | Godišnja promjena | Neto promjena | Gustoća (ljudi/Km²) | Površina kopna (Km²) | Migranti (neto) | Stopa fertiliteta | Srednja dob | Urbano stanovništvo (%) | Udio u svijetu |
| -- | -------------------------- | ------------------- | ----------------- | ------------- | ------------------- | -------------------- | --------------- | ----------------- | ----------- | ----------------------- | -------------- |
| 1  | Indija                     | 1,428,627,663       | 0.81 %            | 11,454,490    | 481                 | 2,973,190            | -486,136        | 2.0               | 28          | 36 %                    | 17.76 %        |
| 2  | Kina                       | 1,425,671,352       | -0.02 %           | -215,985      | 152                 | 9,388,211            | -310,220        | 1.2               | 39          | 65 %                    | 17.72 %        |
| 3  | Sjedinjene Američke Države | 339,996,563         | 0.50 %            | 1,706,706     | 37                  | 9,147,420            | 999,700         | 1.7               | 38          | 83 %                    | 4.23 %         |
| 4  | Indonezija                 | 277,534,122         | 0.74 %            | 2,032,783     | 153                 | 1,811,570            | -49,997         | 2.1               | 30          | 59 %                    | 3.45 %         |
| 5  | Pakistan                   | 240,485,658         | 1.98 %            | 4,660,796     | 312                 | 770,880              | -165,988        | 3.3               | 21          | 35 %                    | 2.99 %         |
| 6  | Nigerija                   | 223,804,632         | 2.41 %            | 5,263,420     | 246                 | 910,770              | -59,996         | 5.1               | 17          | 54 %                    | 2.78 %         |
| 7  | Brazil                     | 216,422,446         | 0.52 %            | 1,108,948     | 26                  | 8,358,140            | 6,000           | 1.6               | 34          | 88 %                    | 2.69 %         |
| 8  | Bangladeš                  | 172,954,319         | 1.03 %            | 1,767,947     | 1,329               | 130,170              | -309,977        | 1.9               | 27          | 41 %                    | 2.15 %         |
| 9  | Rusija                     | 144,444,359         | -0.19 %           | -268,955      | 9                   | 16,376,870           | -136,414        | 1.5               | 39          | 75 %                    | 1.80 %         |
| 10 | Meksiko                    | 128,455,567         | 0.75 %            | 951,442       | 66                  | 1,943,950            | -50,239         | 1.8               | 30          | 88 %                    | 1.60 %         |

Globalna potrošnja energije u 2022. godini imala je rast od 2,1%, što je manje od 2021. godine kada je ta brojka iznosila 4,9%. Kao što vidimo na gornjoj karti, najveći svjetski potrošači energije su Kina (koja troši čak četvrtinu svjetske energije) i SAD, a nakon njih slijede Indija i Rusija. Potrošnja se u 2022. godini povećala u Kini, SAD-u i Indiji, dok se u Rusiji neznatno smanjila. Najviše se potrošnja povećala u Indoneziji, za čak 21%. Što se tiče Europske Unije, potrošnja energije se smanjila za 4,4%, ponajprije zbog rata u Ukrajini.

## Proizvodnja primarne energije
Primarna energija predstavlja oblik energije koji se direktno dobiva iz prirode bez dodatnih pretvorbi ili procesa transformacije. Ova energija je sadržana u kemijskom potencijalu fosilnih goriva, drva ili biomase, nuklearnoj energiji, kinetičkoj energiji vjetra, potencijalnoj energiji vodenih tokova ili toplinskoj energiji geotermalnih izvora. Izvori primarne energije mogu biti ili obnovljivi ili neobnovljivi. Vrste neobnovljivih izvora energije su: fosilna goriva (nafta, naftni derivati zemni plin, ugljen, itd.) i nuklearna energija, dok se pod obnovljive izvore energije ubrajaju: hidroenergija, energija vjetra i sunčeva energija, biomasa, geotermalna energija, energija mora (nergija plime i oseke, energija valova, toplinska (OTEC)).

### Trendovi u proizvodnji primarne energije
U posljednjih nekoliko godina svjetska proizvodnja primarnih energenata doživjela je nekoliko značajnih promjena. Ključnu ulogu imali su geopolitički događaji, fluktuacije cijena, tehnološki napredak, političke odluke i slično. Globalna proizvodnje nafte nastavlja blago rasti, a najveći dio povećanja čini OPEC+. Blagi porast proizvodnje ujedno i označava smanjenje udjela nafte u ukupnoj proizvodnji primarnih energenata. Cijena nafte također postupno raste te je 2022. godine zabilježena najveća cijena od 2013. godine. Proizvodnja prirodnog plina ostala je relativno jednaka. Veliki utjecaj u proizvodnji, trgovanju i porastu cijene imala je geopolitička situacija. Daleko najveću proizvodnju ostvario je SAD praćen Rusijom. Nagli porast proizvodnje ugljena uvelike je vođen porastom proizvodnje u Kini, Indiji i Indoneziji (čak 95% ukupnog svjetskog porasta) dok se u ostatku svijeta proizvodnja smanjuje. Proizvodnja energije pomoću obnovljivih izvora nastavlja rasti. Najveći udio porasta čine solarna i energija vjetra (najveći porast zabilježen je u Kini). Nuklearna energija čiji su najveći proizvođači SAD, Kina i Francuska postiže drastičan pad koji se pripisuje obustavi rada francuske nuklearne flote radi rješavanja problema korozije te poremećajima u radu nuklearne elektrane Zaporižja u Ukrajini.
| Godina | Ugljen      | Sirova nafta | Prirodni plin | Nuklearna energija | Hidroenergija | Obnovljivi izvori energije (vjetar i solar) | Biomasa    |
| ------ | ----------- | ------------ | ------------- | ------------------ | ------------- | ------------------------------------------- | ---------- |
| 2021   | 167,781,988 | 179,349,261  | 146,322,340   | 30,660,087         | 15,456,239    | 16,825,797                                  | 57,850,773 |
| 2020   | 60,327,305  | 177,178,179  | 140,383,531   | 29,222,752         | 15,645,485    | 14,939,821                                  | 56,302,333 |
| 2019   | 167,740,284 | 190,492,175  | 144,128,191   | 30,465,719         | 15,254,879    | 13,524,429                                  | 56,011,766 |
| 2018   | 164,582,931 | 191,032,491  | 137,645,479   | 29,580,946         | 15,133,069    | 12,249,479                                  | 55,082,214 |
| 2017   | 157,914,848 | 187,294,179  | 132,138,630   | 28,783,492         | 14,666,633    | 10,896,082                                  | 53,605,775 |

## Uvoz i izvoz energije
U globalnom kontekstu, dinamika opskrbe i potražnje energije postavlja temelje za međunarodnu trgovinu energijom, koja igra ključnu ulogu u održavanju ravnoteže između zemalja s različitim energetskim resursima i potrebama. Jedinica korištena u grafovima je Mtoe - milijun tona ekvivalenta nafte. Bilanca neto izvoznika prikazuje se kao negativna vrijednost (-). Bilanca geografskih i geopolitičkih zona jednostavno je zbroj trgovinske bilance svih zemalja. Ukupna energija uključuje ugljen, plin, naftu, električnu energiju, toplinu i biomasu. Kontinuirano najveći uvoznik energije je Kina, čije je bilanca za 2022. godinu 778 Mtoe, dok je Rusija najveći izvoznik energije s bilancom za 2022. godinu od -601 Mtoe. Podjela po regijama prikazana na stupčastom dijagramu nam govori kako su zemlje Bliskog Istoka najveći izvoznici energije dok azijske zemlje uvoze najviše energije.
| Zemlja       | Mtoe |
| ------------ | ---- |
| Kina         | 778  |
| Indija       | 371  |
| Japan        | 360  |
| Južna Koreja | 249  |
| Njemačka     | 192  |
| Italija      | 120  |
| Francuska    | 116  |

| Zemlja                     | Mtoe |
| -------------------------- | ---- |
| Rusija                     | -601 |
| Saudijska Arabija          | -438 |
| Australija                 | -298 |
| Kanada                     | -258 |
| Indonezija                 | -219 |
| Norveška                   | -187 |
| Ujedinjeni Arapski Emirati | -144 |

Na slijedećem je dijagramu prikazana bilanca po energentima. Primjetno je kako se trenutno najviše izvozi zemni plin, dok se najviše uvozi nafta.

Sljedeća tablica pruža pregled energetske bilance uvoza i izvoza za posljednjih pet godina, prateći dinamiku promjena u distribuciji energije u cijelom svijetu. Prikazani podaci odnose se na ukupnu količinu energije, izraženu u teradžulima (TJ).
| Godina | Ugljen (TJ) | Nafta (TJ) | Naftni derivati (TJ) | Zemni plin (TJ) | Biomasa (TJ) | Električna energija (TJ) | Toplina (TJ) | Ukupno (TJ) |
| 2020   | -1860684    | 1058502    | -2403047             | -1160248        | 526104       | 23239                    | 154          | -3815980    |
| 2019   | -2192452    | 1939954    | -2480909             | -1749780        | 390053       | 51563                    | 153          | -4041418    |
| 2018   | -2185445    | 2258996    | -4522934             | -1185189        | 291211       | 20610                    | 165          | -5322586    |
| 2017   | -1534980    | 3459980    | -3980162             | -1165074        | 357270       | -18250                   | 52           | -2881163    |
| 2016   | -218545     | 2258996    | -4522934             | -1185189        | 291211       | 20610                    | 165          | -5322586    |

## Ukupna opskrba energije
Povećanje opskrbe primarnom energijom uvelike je vođena obnovljivim izvorima energije i ugljenom, uz povećanu opskrbu plinom. Tijekom petogodišnjeg razdoblja od 2017. do 2021. godine, opskrba energijom iz različitih izvora pokazuje značajne trendove. Opskrba iz ugljena bilježi porast od otprilike 5.59%, dok se opskrba iz zemnog plina povećava za 12.08%. Nuklearna energija bilježi stabilan rast od približno 6.55%, dok hidroenergija pokazuje blagi pad od oko 0.87%. Izvor energije koji bilježi najznačajniji rast su obnovljivi izvori, uključujući vjetar, solarnu energiju i druge, s povećanjem od impresivnih 54.57%. Opskrba iz biogoriva i otpada bilježi postupan rast od približno 8.00%. S druge strane, opskrba iz nafte pokazuje fluktuacije, ali ukupno gledano, bilježi pad od oko 3.71%. Ovi trendovi ukazuju na sveprisutnu diversifikaciju energetskog miksa s naglaskom na povećanju udjela obnovljivih izvora energije i smanjenju ovisnosti o tradicionalnim fosilnim gorivima.energenata.
| Godina | Ugljen    | Zemni plin | Nuklearna | Hidroenergija | Vjetar, solar, itd. | Biogoriva i otpad | Nafta     |
| ------ | --------- | ---------- | --------- | ------------- | ------------------- | ----------------- | --------- |
| 2021   | 168145398 | 145989141  | 30660087  | 15456239      | 16825797            | 58488832          | 182226123 |
| 2020   | 157524400 | 139089807  | 29222752  | 15645485      | 14939821            | 56857529          | 172879622 |
| 2019   | 162015494 | 140529859  | 30465719  | 15254879      | 13524429            | 56429740          | 190553287 |
| 2018   | 162429311 | 136738978  | 29580946  | 15133069      | 12249479            | 55349236          | 189217112 |
| 2017   | 159125213 | 130152980  | 28783492  | 14666633      | 10896082            | 54000474          | 188856089 |

Najveći opskrbljivači energenata često se mijenjaju ovisno o vrsti. Nafta ima najveći udio na svjetskom tržištu, pri čemu se ističu SAD s udjelom od 18.9%, Saudijska Arabija s udjelom od 12.9%, te Rusija s udjelom od 11.9%.
Kada je riječ o prirodnom plinu, opskrba LNG-a zabilježila je porast od 5% u 2022., usporediv s godinom ranije. Povećanje opskrbe LNG-a pretežno dolazi iz Sjeverne Amerike, a vodeći opskrbljivači prirodnog plina su SAD i Kina. Zbog geopolitičke situacije, Norveška je zamijenila Rusiju kao glavnog opskrbljivača u Europi.
U sektoru ugljena, vodeći opskrbljivači su Indonezija i Australija, dok Kina, iako proizvodi značajne količine ugljena, istovremeno ga i intenzivno troši.
Što se tiče obnovljivih izvora energije, zemlje s najvećim kapacitetima vjetra i sunca često su lideri u opskrbi obnovljive električne energije. Kina se ističe kao jedan od vodećih proizvođača solarnih panela, dok Europi i Sjevernoj Americi često pripisuje napredna infrastruktura za vjetar i solar. Ovi podaci ukazuju na dinamičnost i specifičnosti opskrbe različitim vrstama energenata na globalnoj razini.

## Proizvodnja električne energije
Globalni energetski mozaik različitih izvora energije čine fosilna goriva, obnovljivi izvori energije i nuklearna energija. Ukupna proizvodnja električne energije u svijetu povećala se za 12% u razdoblju od 2017. do 2021. godine. 
Ugljen je bio dominantan izvor energije tijekom ovog razdoblja, ali je njegova upotreba smanjena za 0.9% između 2018. i 2021. godine. S druge strane, upotreba zemnog plina povećala se za 10.7% u istom razdoblju. Upotreba obnovljivih izvora energije, kao što su solarna fotonaponska energija i energija vjetra, također je značajno porasla. Proizvodnja solarnih fotonaponskih elektrana povećala se za 136.3%, dok je proizvodnja energije vjetra porasla za 64.2%. U 2021. godini, najveći porast proizvodnje električne energije zabilježen je u sektoru solarnih fotonaponskih elektrana, s porastom od gotovo 23.6% u odnosu na prethodnu godinu. S druge strane, proizvodnja energije iz nafte smanjila se za oko 3.5% u odnosu na 2020. godinu. Ovi podaci ukazuju na globalni trend prema većoj upotrebi obnovljivih izvora energije i smanjenju ovisnosti o fosilnim gorivima. Međutim, regionalne razlike u proizvodnji električne energije su značajne, s nekim regijama koje brže napreduju prema čistijim izvorima energije od drugih.
| Godina | Ugljen     | Nafta   | Zemni plin | Biogoriva | Otpad   | Nuklearna | Hidroenergija | Geotermalna | Solarna fotonaponska energija | Solarne termalne elektrane | Vjetar    | Mjesečeve mjene | Ostali izvori | Ukupno     |
| ------ | ---------- | ------- | ---------- | --------- | ------- | --------- | ------------- | ----------- | ----------------------------- | -------------------------- | --------- | --------------- | ------------- | ---------- |
| 2021   | 10,252,454 | 722,727 | 6,556,329  | 619,756   | 114,854 | 2,808,116 | 4,410,979     | 95,518      | 1,020,439                     | 14,633                     | 1,864,068 | 976             | 38,817        | 28,519,666 |
| 2020   | 9,470,744  | 665,027 | 6,344,289  | 572,594   | 112,546 | 2,676,449 | 4,458,576     | 95,344      | 825,700                       | 13,977                     | 1,600,711 | 990             | 34,295        | 26,871,242 |
| 2019   | 9,953,778  | 724,260 | 6,343,602  | 539,720   | 111,196 | 2,790,111 | 4,345,934     | 92,100      | 684,232                       | 13,933                     | 1,429,006 | 1,000           | 48,489        | 27,077,361 |
| 2018   | 10,162,012 | 766,904 | 6,186,249  | 506,125   | 115,027 | 2,709,097 | 4,315,295     | 89,642      | 554,491                       | 11,293                     | 1,276,432 | 1,005           | 47,113        | 26,740,685 |
| 2017   | 9,582,710  | 845,888 | 5,923,750  | 475,024   | 112,739 | 2,636,117 | 4,189,552     | 87,117      | 431,850                       | 10,901                     | 1,134,879 | 1,032           | 37,854        | 25,469,413 |

## Finalna potrošnja
Potrošnja električne energije ključni je pokazatelj energetskih potreba suvremenog društva odražavajući tehnološki napredak, ekonomske aktivnosti i opći životni standard. Značajne su različitosti u finalnoj potrošnji električne energije diljem različitih regija, pri čemu razvijene i manje razvijene regije pokazuju različite obrasce. Prema najnovijim dostupnim podacima, ukupna konačna potrošnja električne energije u svijetu i dalje raste, potaknuta rastom stanovništva, urbanizacijom i industrijalizacijom. Globalna potrošnja električne energije porasla je za 2% u 2022., vraćajući se bliže svom prosječnom rastu 2010. – 2019. (+2,8% godišnje), no i dalje je znatno ispod svoje stope rasta 2021. (+5,8%).

### Trendovi u dinamici potrošnje električne energije

#### Trendovi po regijama[15][10]
- Sjeverna Amerika i Europa: Ove regije imaju visoku potrošnju električne energije po stanovniku, potaknutu industrijalizacijom, tehnološkim napretkom i visokim životnim standardom.
- Azija: Doživljava značajan porast potražnje za električnom energijom, potaknut brzim gospodarskim rastom i urbanizacijom. Kina je najveći svjetski potrošač električne energije (32% od ukupne globalne potrošnje električne energije). Potršnja je u Kini porasla za 3,4%, unatoč značajnom usporavanju. Ako usporedimo s porastom ukupne potrošnje od 10% u 2021. i oko 7% godišnje tijekom razdoblja 2010. – 2019., potrošnja električne energije u Kini porasla je za više no dvostruko.
- Afrika i Centralna i Južna Amerika: U tim regijama potrošnja električne energije raste, ali je još uvijek niska u usporedbi s drugim regijama.

#### Trendovi po sektorima[10]
- Proizvodnja: Industrija je najveći potrošač električne energije, a udio proizvodnje u ukupnoj potrošnji električne energije raste.
- Stanovanje: Stanovanje je drugi najveći potrošač električne energije, a udio u ukupnoj potrošnji električne energije se smanjuje.
- Komercijalne i javne usluge: treći najveći potrošač električne energije, a udio u ukupnoj potrošnji električne energije se povećava.

| Godina | Industrija | Transport | Stanovanje | Komercijalne i javne usluge | Poljoprivreda / šumarstvo | Ribarstvo | Nespecificirano | Ukupno     |
| ------ | ---------- | --------- | ---------- | --------------------------- | ------------------------- | --------- | --------------- | ---------- |
| 2021   | 37,011,116 | 1,489,701 | 23,431,558 | 17,486,255                  | 2,777,781                 | 31,039    | 4,729,731       | 86,957,181 |
| 2020   | 34,365,545 | 1,314,442 | 22,764,084 | 16,529,134                  | 2,699,349                 | 29,362    | 4,496,923       | 82,198,839 |
| 2019   | 34,354,913 | 1,384,773 | 21,914,026 | 17,626,257                  | 2,621,438                 | 30,090    | 4,245,487       | 82,176,984 |
| 2018   | 34,120,409 | 1,336,068 | 21,622,781 | 17,445,241                  | 2,470,406                 | 29,490    | 4,089,514       | 81,113,909 |
| 2017   | 32,683,260 | 1,233,911 | 20,802,938 | 16,976,304                  | 2,343,919                 | 28,298    | 3,549,643       | 77,618,273 |

2021. godina
- Globalna potrošnja električne energije porasla je za 3,4% u 2021. godini, što je najbrži rast u posljednjih 10 godina. Rast je potaknut oporavkom globalnog gospodarstva od pandemije COVID-19, kao i povećanom potražnjom za električnom energijom iz obnovljivih izvora.
- Udio obnovljivih izvora energije u ukupnoj potrošnji električne energije porastao je na 28,4% u 2021. godini, što je najviši udio do sada. Rast je potaknut povećanim ulaganjima u obnovljive izvore energije, kao i padom cijena obnovljivih izvora energije.

Ključni trendovi
- Rast potražnje za električnom energijom u razvojnim zemljama: Razvojne zemlje doživljavaju značajan rast potražnje za električnom energijom, potaknut gospodarskim rastom i urbanizacijom.
- Uloga obnovljivih izvora energije: Uloga obnovljivih izvora energije u proizvodnji električne energije se povećava, potaknuto padom cijena obnovljivih izvora energije i povećanom sviješću o okolišu.
- Digitalizacija i elektrifikacija: Digitalizacija i elektrifikacija gospodarstva i društva dovode do povećane potrošnje električne energije.